# Delia fuscilateralis
Delia fuscilateralis är en tvåvingeart som beskrevs av Fan 1993. Delia fuscilateralis ingår i släktet Delia och familjen blomsterflugor.
Artens utbredningsområde är Sichuan (Kina). Inga underarter finns listade i Catalogue of Life.